# Knihovna (instituce)

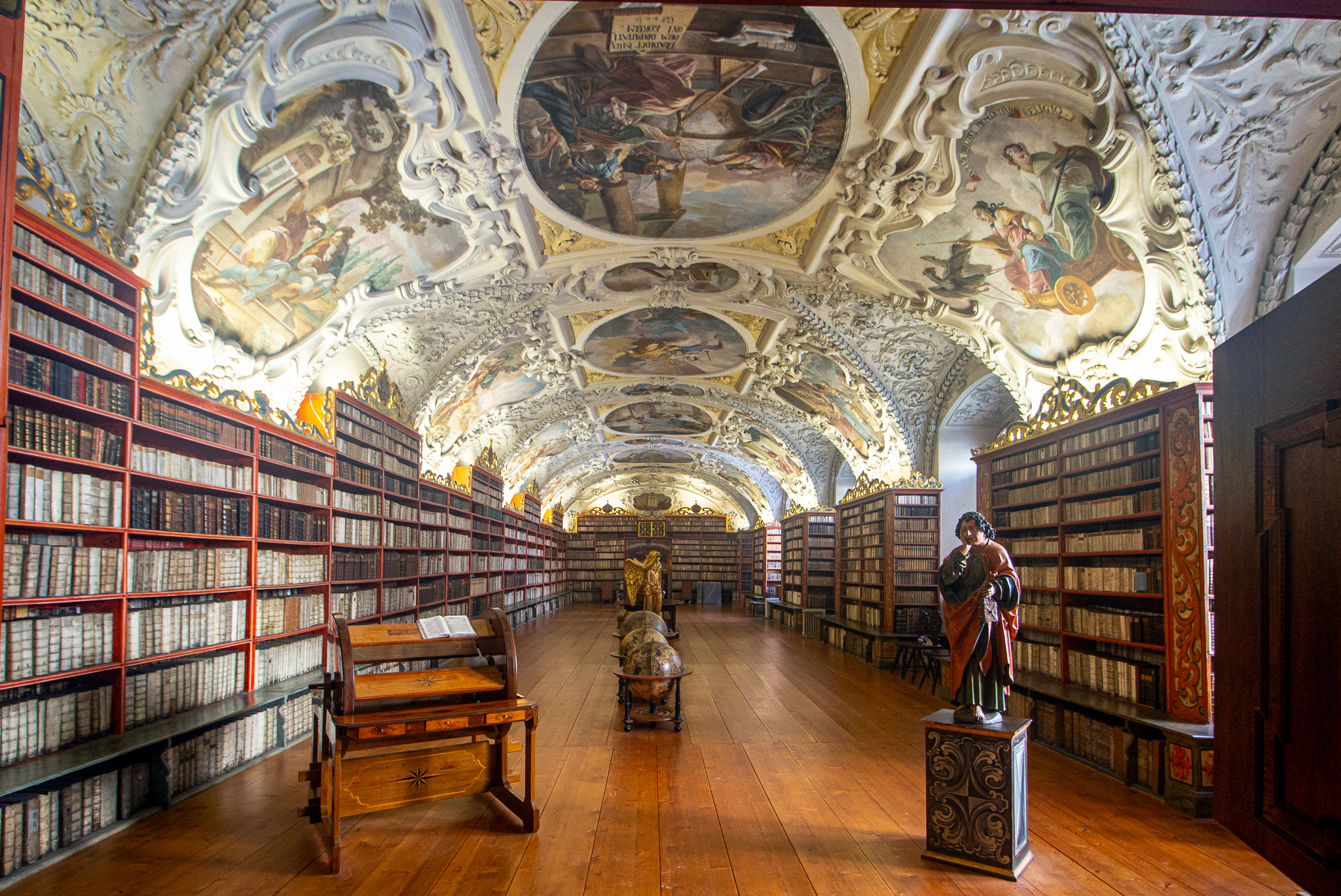
Barokní knihovna premonstrátského kláštera v Praze na Strahově.

Knihovna (řidčeji též bibliotéka nebo moderně jako mediatéka) je instituce sloužící primárně ke zpřístupnění knihovních jednotek (tj. jakýchkoli samostatně evidovaných jednotek, nejen knih) veřejnosti.

## Historie

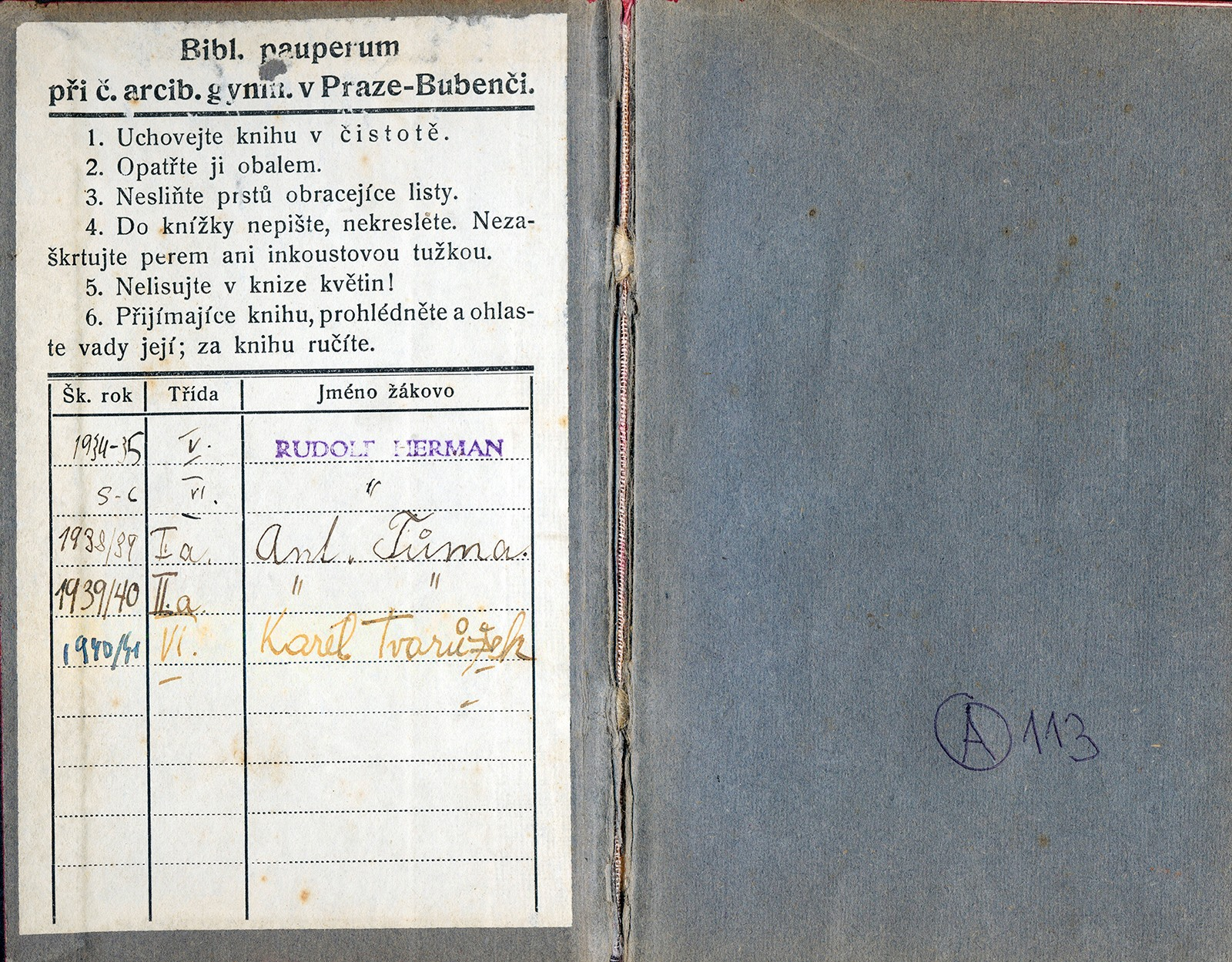
Knižní lístek v knize z „bibliotheky pauperum“ při AG Praha-Bubeneč (30. léta 20. století)

Počátky knihoven lze vysledovat už ve starověku. Za první knihovny lze považovat archívy, úložiště tehdejších písemností. Nejstarší nálezy jsou z oblastí chrámů ve starém Sumeru, kde byly uloženy hliněné destičky s klínovým písmem. Mezi nejznámější starověké knihovny patří knihovna v Alexandrii, založená na sklonku antiky ve 4. století. Ve středověku knihovnickou funkci nejdříve převzaly křesťanské kláštery.

### České země
První klášterní knihovna na území českých zemí vznikla v břevnovském klášteře na konci 10. století., od 12. století existovala proslulá Knihovna Metropolitní kapituly pražské. V období vrcholného středověku vznikala v klášterech skriptoria, písařské dílny sloužící k rozmnožování literárních děl.
V roce 1348 v souvislosti se vznikem Univerzity Karlovy byla založena též první světská knihovna v českých zemích. Je pravděpodobné, že svou knihovnu měly různé univerzitní koleje. Brzy je následovaly knihovny městském a farní, jako první je doložen Librář obecní, městská knihovna se sídlem na Staroměstské radnici v Praze. Knihy byly, zejména ve středověku, v knihovnách řazeny pomocí pultovního systému, drahocenné knihy ve zvláštním regálu či výklenku přivázané řetězem za dřevěnou knižní desku k polici.
Po vynálezu knihtisku došlo na přelomu 15. a 16. století k rozšíření privátních světských knihoven, patřících panovníkovi, šlechtickým či měšťanským rodinám nebo jednotlivcům z řad humanistů (např. Bohuslav Hasištejnský z Lobkovic a další).
V době církevních reforem císaře Josefa II. na konci 18. století nastává období rušení významného množství klášterů včetně jejich knihoven, místo toho vznikají knihovny veřejné, v období národního obrození také knihovny muzejní (Knihovna Národního muzea v Praze brzy po roce 1818) a čtenářské spolky (např. Čtenářsko-pěvecký spolek Rastislav v Blansku).

## Knihovny v současnosti

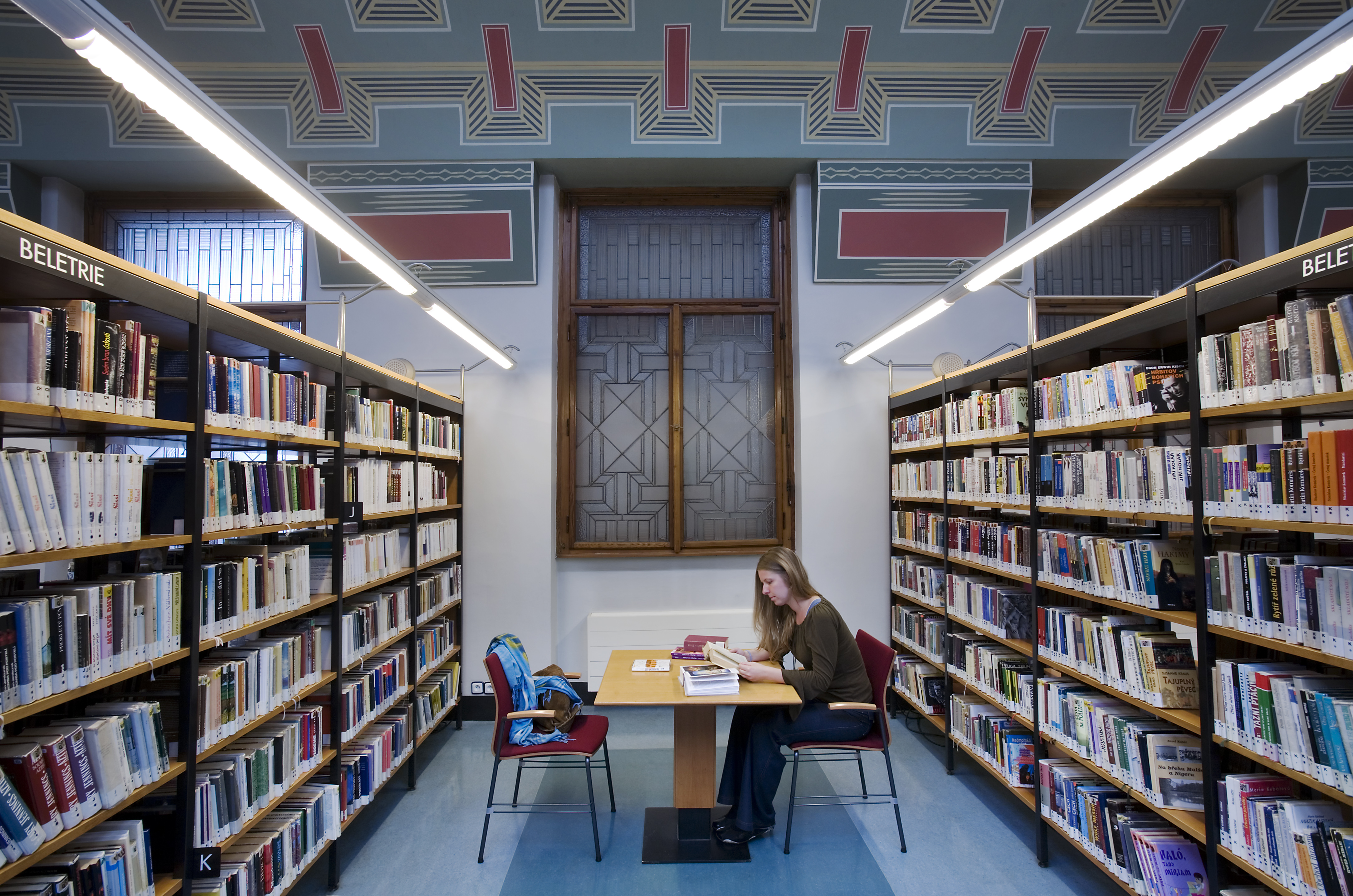
Interiér Městské knihovny v Praze

Moderní knihovny přitom svému návštěvníkovi (čtenáři) neposkytují pouze služby spojené s knihami či periodiky (novinami a časopisy neboli seriály), ale nabízejí také další datové nosiče (MC kazety, CD disky, nejnověji i čtečky elektronických knih) a přístup na internet, někdy včetně přístupu do některých placených databází (např. Městská knihovna v Praze, MKP). Tatáž knihovna (MKP) disponuje i mobilními pobočkami (bibliobusy). Na ulici stojící volně přístupné knihovničky se někdy označují jako knihobudky (na ulici stojící skříně s knihami, ptačí budka-like skříňky, na nádraží v rámci projektu Kniha do vlaku, nebo bývalé telefonní budky), v současnosti (říjen 2018) je jich v Praze okolo patnácti v rámci projektu KnihoBudka a další nezávisle na tomto projektu, další jsou např. v Kaplici a Chrášťanech v jižních Čechách. Knihovny mohou být umístěny v různých netradičních prostorech, jako např. v ochozu bývalé bankovní dvorany (MFF UK v Praze na Malé Straně), bývalé zbrojnici (UP Olomouc), synagoze (Uherské Hradiště) nebo kině (Knihovna Kroměřížska). Moderní (novodobé) knihovny už většinou neslouží pouze jako půjčovny knih, ale jako zprostředkovatelské instituce médií a děl různého druhu a typu, pro jejich označování (ať už instituce jako celku nebo jejich dílčích částí) se proto kromě termínu knihovna užívá také dalších termínů s širším či užším významem jako např. mediatéka (zprostředkovává obrazové, zvukové a audiovizuální dokumenty), artotéka (zprostředkovává díla výtvarného umění), fonotéka (zprostředkovává zvukové dokumenty), lekotéka (zprostředkovává hry a hračky) aj.
Systém knihoven se v Česku řídí knihovním zákonem č. 257/2001 Sb., který nahradil dřívější knihovní zákon z roku 1959. Skenováním a zpřístupňováním knih, u nichž už vypršela autorskoprávní ochrana, na internetu, se knihovny zabývají v rámci projektu Kramerius. Vyhledávání a orientaci v knihovnách usnadňuje knihovní katalog, který může mít formu jmennou, předmětovou, systematickou, digitalizovanou či digitální. Veřejné knihovnické a informační služby (VKIS) je standard vymezený metodickým pokynem Ministerstva kultury, který určuje, které veřejné knihovnické a informační služby mají být poskytovány knihovnami zřizovanými nebo provozovanými obcemi a kraji na území České republiky. K 1. červnu 2016 se v Česku nacházelo 6 104 knihoven.

## Dělení

### Podle přístupnosti
- soukromé (osobní, rodinné)
- veřejné (často je však míra veřejnosti omezena, např. pouze pro registrované uživatele), zpřístupňují širokému okruhu čtenářů především beletrii a populárně-naučnou literaturu

### Podle regionální působnosti
- státní
- oblastní
- místní

### Podle zaměření
- veřejné, všeobecné (Městská knihovna v Praze)
- odborné (speciální)
  - polytematické (Národní technická knihovna)
  - specializované
    - oborově (knihovny vysokých škol)
    - druhově (knihovna Úřadu průmyslového vlastnictví)

Jedna knihovna může být zařazena ve více kategoriích (například Městská knihovna v Praze je jak knihovnou krajskou, tak knihovnou základní).

## Knihovny v Česku
V Česku je zákony zavedený systém povinných výtisků publikací určených pro hlavní knihovny.
Systém knihoven v Česku tvoří:
- Národní knihovna České republiky, Knihovna a tiskárna pro nevidomé K. E. Macana, Moravská zemská knihovna v Brně – provozuje je stát, zřizované jsou Ministerstvem kultury ČR, jejich hlavním úkolem je shromažďování a uchovávání knižní produkce, která na daném území vyšla
- krajské knihovny – obvykle jsou zřizované krajem
- základní knihovny – obvykle jsou zřizované obcí
- specializované knihovny

### Významné české knihovny
- Národní knihovna České republiky
- Národní technická knihovna
- Knihovna Národního muzea
- Moravská zemská knihovna v Brně
- Knihovna Strahovského kláštera
- Kroměřížská arcibiskupská zámecká knihovna
- Knihovna Jiřího Mahena v Brně
- Knihovna Akademie věd České republiky
- Vědecká knihovna v Olomouci
- Městská knihovna v Praze
- Národní lékařská knihovna
- Knihovna a tiskárna pro nevidomé K. E. Macana
- Pedagogická knihovna J. A. Komenského

## Významné zahraniční knihovny
- Britská knihovna v Londýně
- Knihovna Kongresu USA ve Washingtonu
- Rakouská národní knihovna ve Vídni
- Vatikánská apoštolská knihovna
- Národní knihovna Izraele
- Ruská národní knihovna
- Ruská státní knihovna
- Széchényiho národní knihovna v Budapešti
- Medicejská knihovna ve Florencii
- Slovenská národní knihovna